# Clematepistephium
Clematepistephium,  es un género monotípico de orquídeas de hábitos terrestres. Su única especie: Clematepistephium smilacifolium (Rchb.f.) N.Hallé, es endémica de Nueva Caledonia. Esta especie es fácilmente reconocida como la única especie de orquídea trepadora, con clorofila, pero sin raíces aéreas.

## Taxonomía
Clematepistephium smilacifolium fue descrita por (Rchb.f.) N.Hallé y publicado en Flore de la Nouvelle Calédonie et Dépendances 8: 403, en el año 1977.
Sinonimia
- Epistephium smilacifolium Rchb.f., Linnaea 41: 65 (1876).[1][3]